# Cyborg Hunter
Cyborg Hunter è un videogioco d'azione del 1988 sviluppato e pubblicato da SEGA per Sega Master System. Distribuito in Giappone con il titolo Chōon senshi Borgman (超音戦士ボーグマン?), il videogioco è ispirato all'anime Borgman 2030.

## Modalità di gioco
Il gameplay di Cyborg Hunter è simile a quello di Metroid.